# 뉴욕 지하철 N선
뉴욕 지하철 N선 브로드웨이 라인은 뉴욕 퀸스의 애스토리아 디티마스 블루바드 역과 맨해튼의 코니 아일랜드 - 스테윌 번가 역까지 운행하는 뉴욕 지하철 완행 노선이다.